# Karl August Gottlieb Keil
Karl August Gottlieb Keil, född den 23 april 1754 i Großenhain, död den 22 april 1818 i Leipzig, var en tysk teolog.
Keil blev 1792 professor i exegetik och hermeneutik vid universitetet i Leipzig. Till sin religiösa övertygelse var Keil moderat rationalist. Av hans skrifter, som utmärker sig genom pålitlighet i uppgifter samt ett bestämt och sammanträngt framställningssätt, kan nämnas Lehrbuch der Hermeneutik des Neuen Testaments nach den Grundsätzen der grammatisch-historischen Interpretation (1810) samt Opuscula academica ad Novi testamenti interpretationem grammatico-historicam et theologiae christianae origines pertinentia (2 band, 1820).